# ドロップダウンリスト

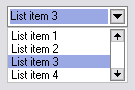
ドロップダウンリストの例

ドロップダウンリスト（英: drop-down list）はGUIにおけるユーザインタフェースコントロール要素の1つ。リストボックスと似ており、ユーザーが一覧から1つの値を選択することを可能にする。ユーザーが新たに値を選択すると不活性状態に戻り、選択された値だけを表示する。
一般的なWindowsのデザインでは、単一の値を表示するボックスの下にリストボックスを配置するが、古いユーザインタフェース（例えばMotif）や macOS のAquaでは、選択されている値を中心として上下にリストボックスが展開する（同じ値を選択するときマウスを動かさなくてもよいという利点がある）。これを「ポップアップリスト」や "choice" あるいは "chooser" とも呼んだが、現在では「ドロップダウンリスト」という名称が一般に使われている。
ドロップダウンリストはコンボボックスとは異なり、ユーザーは値を編集できない。ウェブブラウザのアドレス入力部分はドロップダウンリストではなく、コンボボックスの一例である。
ドロップダウンリストはリストボックスやタブに比較すると、一見して1つのオプションだけが表示され、そこにオプションの一覧がコントロールとして存在すると気づかない場合があるという欠点がある。逆に、ラジオボタン付きリストなどに比べると、機能の表示に必要なスペースが非常に小さいという利点がある。
このようなコントロールをMacintoshなどでは「ポップアップメニュー」とも呼ぶが、ポップアップメニューという呼称は他のGUIシステムではコンテキストメニューを意味する。Macintosh には「プルダウンメニュー」又は「コマンドポップダウンメニュー」という呼称もある。これらの違いは、ポップアップメニューが不活性のときは直前に選択したアイテムが表示されるのに対して、プルダウンメニューでは固定のタイトル（メニュー名）が表示されている。したがって、これらは用途が異なり、ポップアップメニューがオプション一覧からオプションを選択するのに使われ、プルダウンメニューは様々なオプションのあるコマンド実行に使われる。この種のリストの対話的なデモがこちらにある。